# Хардин (окръг, Кентъки)
Окръг Хардин (на английски: Hardin County) е окръг в щата Кентъки, Съединени американски щати. Площта му е 1632 km², а населението - 97 949 души. Административен център е град Елизабеттаун.